# Malicorne (Allier)
Malicorne ist ein zentralfranzösischer Ort und eine Gemeinde mit 768 Einwohnern (Stand 1. Januar 2022) im Département Allier in der Region Auvergne-Rhône-Alpes.

## Geographie
Der Ort Malicorne liegt in einer Höhe von etwa 390 m in der fruchtbaren Landschaft der Combrailles im südlichen Bourbonnais. Die Stadt Montluçon befindet sich rund 20 Kilometer Fahrtstrecke nordwestlich. Der Ort Colombier mit seiner romanischen Pfarrkirche Saint-Patrocle liegt nur ungefähr fünf Kilometer südlich.

## Geschichte
Andere Orte in der Umgebung (z. B. Néris-les-Bains) waren schon den Römern bekannt. Für Malicorne liegen nur mittelalterliche Daten vor, man vermutet aber einen gallorömischen Ursprung, da der Ort an einer Römerstraße lag.

### Bevölkerungsentwicklung
Im 19. Jahrhundert stieg die Zahl der Einwohner von etwa 400 auf knapp 1000 an; in der ersten Hälfte des 20. Jahrhunderts fiel sie als Folge der Mechanisierung der Landwirtschaft bis auf die Tiefststände der 1950er und 1960er Jahre ab.
| Jahr      | 1962 | 1968 | 1975 | 1982 | 1990 | 1999 | 2006 | 2012 | 2019 |
| Einwohner | 483  | 485  | 528  | 524  | 822  | 814  | 846  | 829  | 780  |

## Wirtschaft
Jahrhundertelang lebten die Einwohner von Malicorne als Selbstversorger von der Landwirtschaft, zu der auch der Weinbau gehörte; hinzu kamen regionaler Kleinhandel und Handwerk. Während und nach der Reblauskrise gegen Ende des 19. Jahrhunderts kam der Weinbau jahrzehntelang völlig zum Erliegen, doch mittlerweile werden wieder Rot-, Rosé- und Weißweine produziert, die über die Appellation Val-de-Loire vermarktet werden.

## Sehenswürdigkeiten
- Die ehemalige Prioratskirche und heutige Pfarrkirche Saint-Préjet ist ein langgestreckter dreischiffiger Bau des ausgehenden 12. Jahrhunderts ohne Querschiff, aber mit drei Apsiden, deren mittlere polygonal gebrochen ist. Auffällig, aber in der Region nicht ungewöhnlich ist das romanische Archivoltenportal mit einem Vielpassbogen, welches insgesamt leicht aus der Mauerflucht hervortritt. Über einem Kaffgesims befindet sich ein frühgotisches Doppelfenster mit einem bekrönenden Fünfpass. Beachtenswert ist der im 19. Jahrhundert nach altem Vorbild rekonstruierte Vierungsturm mit seinem allseitig durchfensterten Glockengeschoss. Das Innere der Kirche ist rippengewölbt und birgt die Holzfigur einer Pietà aus dem 16. oder 17. Jahrhundert. Die Kirche wurde in mehreren Etappen seit dem Jahr 1932 als Monument historique anerkannt.[2]
- Eine unter dem Bodenniveau befindliche Quelleinfassung (Fontaine de la Bassié) wurde kürzlich restauriert.